# Benjamin Rutledge
Pour les articles homonymes, voir Rutledge.
Benjamin Rutledge, né le 9 novembre 1980 à Cranbrook (Canada), est un rameur canadien.
Il obtient la médaille d'or olympique en 2008 à Pékin en huit. Il remporte aussi aux Championnats du monde d'aviron une médaille d'or en huit en 2002 à Séville, en 2003 à Milan et en 2007 à Munich.